# Eleições legislativas de 2019 em Vila Franca de Xira

## Resultados Oficiais
| Partido                 | Partido                                         | Votos   | %               | +/-   |
| ----------------------- | ----------------------------------------------- | ------- | --------------- | ----- |
|                         | Partido Socialista                              | 25 906  | 39,56 / 100,00  | 5,18  |
|                         | Partido Social Democrata                        | 9 914   | 15,14 / 100,00  | -     |
|                         | CDU - Coligação Democrática Unitária            | 8 766   | 13,39 / 100,00  | 3,81  |
|                         | Bloco de Esquerda                               | 7 341   | 11,21 / 100,00  | 2,35  |
|                         | Pessoas–Animais–Natureza                        | 2 894   | 4,42 / 100,00   | 2,55  |
|                         | CDS – Partido Popular                           | 1 727   | 2,64 / 100,00   | -     |
|                         | CHEGA!                                          | 1 623   | 2,48 / 100,00   | Novo  |
|                         | LIVRE                                           | 1 048   | 1,60 / 100,00   | 0,80  |
|                         | Iniciativa Liberal                              | 874     | 1,33 / 100,00   | Novo  |
|                         | Partido Comunista dos Trabalhadores Portugueses | 750     | 1,15 / 100,00   | 0,14  |
|                         | Outros (com menos de 1,00%)                     | 2 057   | 3,15 / 100,00   |       |
| Votos Inválidos         | Votos Inválidos                                 | 2 586   | 3,95 / 100,00   | 0,69  |
| Total                   | Total                                           | 65 486  | 100,00 / 100,00 |       |
| Eleitorado/Participação | Eleitorado/Participação                         | 113 348 | 57,77 / 100,00  | 4,15  |
| Fonte                   | Fonte                                           | [ 1 ]   | [ 1 ]           | [ 1 ] |

## Resultados por Freguesia
Os resultados seguintes referem-se aos partidos que obtiveram mais de 1,00% dos votos:
| Freguesia                                  | %     | %     | %     | %     | %    | %    | %    | %    | %    | %    | Votantes |
| Freguesia                                  | PS    | PSD   | CDU   | BE    | PAN  | CDS  | CH   | L    | IL   | PCTP | Votantes |
| ------------------------------------------ | ----- | ----- | ----- | ----- | ---- | ---- | ---- | ---- | ---- | ---- | -------- |
| Alhandra, Calhandriz e São João dos Montes | 39,40 | 13,73 | 17,95 | 10,75 | 3,48 | 2,24 | 2,07 | 1,46 | 0,86 | 1,43 | 6 380    |
| Alverca do Ribatejo e Sobralinho           | 40,08 | 14,87 | 13,97 | 10,99 | 4,41 | 2,66 | 1,95 | 1,81 | 1,54 | 1,14 | 17 886   |
| Castanheira do Ribatejo e Cachoeiras       | 41,78 | 13,26 | 15,15 | 10,91 | 3,36 | 3,11 | 1,78 | 1,13 | 1,22 | 1,27 | 3 538    |
| Póvoa de Santa Iria e Forte da Casa        | 39,16 | 16,29 | 10,12 | 11,84 | 5,37 | 2,47 | 3,02 | 1,65 | 1,38 | 0,91 | 19 986   |
| Vialonga                                   | 39,71 | 12,56 | 14,95 | 11,47 | 4,72 | 2,19 | 3,49 | 1,33 | 1,22 | 1,23 | 9 278    |
| Vila Franca de Xira                        | 38,43 | 17,69 | 13,99 | 10,36 | 2,99 | 3,60 | 1,81 | 1,65 | 1,33 | 1,35 | 8 418    |
| Vila Franca de Xira                        | 39,56 | 15,14 | 13,39 | 11,21 | 4,42 | 2,64 | 2,48 | 1,60 | 1,33 | 1,15 | 65 486   |

#### Alhandra, Calhandriz e São João dos Montes
| Partido                 | Partido                                         | Votos  | %               | +/-  |
| ----------------------- | ----------------------------------------------- | ------ | --------------- | ---- |
|                         | Partido Socialista                              | 2 514  | 39,40 / 100,00  | 6,54 |
|                         | CDU - Coligação Democrática Unitária            | 1 145  | 17,95 / 100,00  | 4,50 |
|                         | Partido Social Democrata                        | 876    | 13,73 / 100,00  | -    |
|                         | Bloco de Esquerda                               | 686    | 10,75 / 100,00  | 2,57 |
|                         | Pessoas–Animais–Natureza                        | 222    | 3,48 / 100,00   | 1,71 |
|                         | CDS – Partido Popular                           | 143    | 2,24 / 100,00   | -    |
|                         | CHEGA!                                          | 132    | 2,07 / 100,00   | Novo |
|                         | LIVRE                                           | 93     | 1,46 / 100,00   | 0,88 |
|                         | Partido Comunista dos Trabalhadores Portugueses | 91     | 1,43 / 100,00   | 0,10 |
|                         | Outros (com menos de 1,00%)                     | 215    | 3,37 / 100,00   |      |
| Votos Inválidos         | Votos Inválidos                                 | 263    | 4,12 / 100,00   | 1,02 |
| Total                   | Total                                           | 6 380  | 100,00 / 100,00 |      |
| Eleitorado/Participação | Eleitorado/Participação                         | 10 557 | 60,43 / 100,00  | 4,13 |

#### Alverca do Ribatejo e Sobralinho
| Partido                 | Partido                                         | Votos  | %               | +/-  |
| ----------------------- | ----------------------------------------------- | ------ | --------------- | ---- |
|                         | Partido Socialista                              | 7 168  | 40,08 / 100,00  | 4,15 |
|                         | Partido Social Democrata                        | 2 659  | 14,87 / 100,00  | -    |
|                         | CDU - Coligação Democrática Unitária            | 2 498  | 13,97 / 100,00  | 3,17 |
|                         | Bloco de Esquerda                               | 1 966  | 10,99 / 100,00  | 2,45 |
|                         | Pessoas–Animais–Natureza                        | 789    | 4,41 / 100,00   | 2,51 |
|                         | CDS – Partido Popular                           | 475    | 2,66 / 100,00   | -    |
|                         | CHEGA!                                          | 348    | 1,95 / 100,00   | Novo |
|                         | LIVRE                                           | 324    | 1,81 / 100,00   | 0,94 |
|                         | Iniciativa Liberal                              | 276    | 1,54 / 100,00   | Novo |
|                         | Partido Comunista dos Trabalhadores Portugueses | 204    | 1,14 / 100,00   | 0,08 |
|                         | Outros (com menos de 1,00%)                     | 514    | 2,87 / 100,00   |      |
| Votos Inválidos         | Votos Inválidos                                 | 665    | 3,72 / 100,00   | 0,50 |
| Total                   | Total                                           | 17 886 | 100,00 / 100,00 |      |
| Eleitorado/Participação | Eleitorado/Participação                         | 29 957 | 59,71 / 100,00  | 3,70 |

#### Castanheira do Ribatejo e Cachoeiras
| Partido                 | Partido                                         | Votos | %               | +/-  |
| ----------------------- | ----------------------------------------------- | ----- | --------------- | ---- |
|                         | Partido Socialista                              | 1 478 | 41,78 / 100,00  | 5,81 |
|                         | CDU - Coligação Democrática Unitária            | 536   | 15,15 / 100,00  | 5,37 |
|                         | Partido Social Democrata                        | 469   | 13,26 / 100,00  | -    |
|                         | Bloco de Esquerda                               | 386   | 10,91 / 100,00  | 1,35 |
|                         | Pessoas–Animais–Natureza                        | 119   | 3,36 / 100,00   | 2,22 |
|                         | CDS – Partido Popular                           | 110   | 3,11 / 100,00   | -    |
|                         | CHEGA!                                          | 63    | 1,78 / 100,00   | Novo |
|                         | Partido Comunista dos Trabalhadores Portugueses | 45    | 1,27 / 100,00   | 0,48 |
|                         | Iniciativa Liberal                              | 43    | 1,22 / 100,00   | Novo |
|                         | LIVRE                                           | 40    | 1,13 / 100,00   | 0,47 |
|                         | Outros (com menos de 1,00%)                     | 93    | 2,63 / 100,00   |      |
| Votos Inválidos         | Votos Inválidos                                 | 156   | 4,41 / 100,00   | 1,07 |
| Total                   | Total                                           | 3 538 | 100,00 / 100,00 |      |
| Eleitorado/Participação | Eleitorado/Participação                         | 6 634 | 53,33 / 100,00  | 4,53 |

#### Póvoa de Santa Iria e Forte da Casa
| Partido                 | Partido                              | Votos  | %               | +/-  |
| ----------------------- | ------------------------------------ | ------ | --------------- | ---- |
|                         | Partido Socialista                   | 7 827  | 39,16 / 100,00  | 5,61 |
|                         | Partido Social Democrata             | 3 256  | 16,29 / 100,00  | -    |
|                         | Bloco de Esquerda                    | 2 367  | 11,84 / 100,00  | 2,68 |
|                         | CDU - Coligação Democrática Unitária | 2 022  | 10,12 / 100,00  | 3,61 |
|                         | Pessoas–Animais–Natureza             | 1 074  | 5,37 / 100,00   | 2,97 |
|                         | CHEGA!                               | 604    | 3,02 / 100,00   | Novo |
|                         | CDS – Partido Popular                | 493    | 2,47 / 100,00   | -    |
|                         | LIVRE                                | 329    | 1,65 / 100,00   | 0,68 |
|                         | Iniciativa Liberal                   | 275    | 1,38 / 100,00   | Novo |
|                         | Aliança                              | 204    | 1,02 / 100,00   | Novo |
|                         | Outros (com menos de 1,00%)          | 701    | 3,52 / 100,00   |      |
| Votos Inválidos         | Votos Inválidos                      | 834    | 4,18 / 100,00   | 0,73 |
| Total                   | Total                                | 19 986 | 100,00 / 100,00 |      |
| Eleitorado/Participação | Eleitorado/Participação              | 33 749 | 59,22 / 100,00  | 3,96 |

#### Vialonga
| Partido                 | Partido                                         | Votos  | %               | +/-  |
| ----------------------- | ----------------------------------------------- | ------ | --------------- | ---- |
|                         | Partido Socialista                              | 3 684  | 39,71 / 100,00  | 6,79 |
|                         | CDU - Coligação Democrática Unitária            | 1 387  | 14,95 / 100,00  | 5,21 |
|                         | Partido Social Democrata                        | 1 165  | 12,56 / 100,00  | -    |
|                         | Bloco de Esquerda                               | 1 064  | 11,47 / 100,00  | 3,03 |
|                         | Pessoas–Animais–Natureza                        | 438    | 4,72 / 100,00   | 3,04 |
|                         | CHEGA!                                          | 324    | 3,49 / 100,00   | Novo |
|                         | CDS – Partido Popular                           | 203    | 2,19 / 100,00   | -    |
|                         | LIVRE                                           | 123    | 1,33 / 100,00   | 0,63 |
|                         | Partido Comunista dos Trabalhadores Portugueses | 114    | 1,23 / 100,00   | 0,27 |
|                         | Iniciativa Liberal                              | 113    | 1,22 / 100,00   | Novo |
|                         | Outros (com menos de 1,00%)                     | 316    | 3,41 / 100,00   |      |
| Votos Inválidos         | Votos Inválidos                                 | 347    | 3,74 / 100,00   | 0,81 |
| Total                   | Total                                           | 9 278  | 100,00 / 100,00 |      |
| Eleitorado/Participação | Eleitorado/Participação                         | 16 924 | 54,82 / 100,00  | 4,86 |

#### Vila Franca de Xira
| Partido                 | Partido                                         | Votos  | %               | +/-  |
| ----------------------- | ----------------------------------------------- | ------ | --------------- | ---- |
|                         | Partido Socialista                              | 3 235  | 38,43 / 100,00  | 3,31 |
|                         | Partido Social Democrata                        | 1 489  | 17,69 / 100,00  | -    |
|                         | CDU - Coligação Democrática Unitária            | 1 178  | 13,99 / 100,00  | 2,85 |
|                         | Bloco de Esquerda                               | 872    | 10,36 / 100,00  | 0,92 |
|                         | CDS – Partido Popular                           | 303    | 3,60 / 100,00   | -    |
|                         | Pessoas–Animais–Natureza                        | 252    | 2,99 / 100,00   | 1,78 |
|                         | CHEGA!                                          | 152    | 1,81 / 100,00   | Novo |
|                         | LIVRE                                           | 139    | 1,65 / 100,00   | 1,01 |
|                         | Partido Comunista dos Trabalhadores Portugueses | 114    | 1,35 / 100,00   | 0,16 |
|                         | Iniciativa Liberal                              | 112    | 1,33 / 100,00   | Novo |
|                         | Aliança                                         | 102    | 1,21 / 100,00   | Novo |
|                         | Outros (com menos de 1,00%)                     | 149    | 1,77 / 100,00   |      |
| Votos Inválidos         | Votos Inválidos                                 | 321    | 3,82 / 100,00   | 0,48 |
| Total                   | Total                                           | 8 418  | 100,00 / 100,00 |      |
| Eleitorado/Participação | Eleitorado/Participação                         | 15 527 | 54,22 / 100,00  | 4,54 |